# André van Buiten
André van Buiten (Oldemarkt, 17 juli 1963) is een Nederlands zwemmer en meervoudig paralympisch kampioen. Hij zwom tien medailles bijeen op drie verschillende Paralympische Spelen.

## Zwemcarrière
Van Buiten werd geboren zonder rechteronderarm, en werd al in 1975 geselecteerd voor de zwemselectie voor gehandicapten (tegenwoordig de paralympische zwemploeg). Voor de Paralympische Zomerspelen van 1976 was hij te jong, maar vier jaar later kon hij deelnemen aan de Paralympische Spelen van 1980. Deze werden gehouden in Nederland in Arnhem en Veenendaal (zwemmen), omdat de Sovjet-Unie, die de reguliere spelen in Moskou organiseerde, geen interesse in de spelen voor gehandicapten had.
Van Buiten haalde vier medailles gedurende de spelen van 1980: olympisch kampioen op de 100 meter vlinderslag (goud) en daarnaast driemaal zilver op de andere 100 meter nummers. In 1984 werd hij geselecteerd voor de Paralympische Zomerspelen 1984 die in New York werden gehouden omdat men de Paralympics niet in Los Angeles, de stad van de reguliere spelen, wilde organiseren. Deze keer haalde Van Buiten vijf medailles, waarbij driemaal goud en tweemaal keer zilver.
In 1988 waren beide Olympische Spelen in Seoel. Zuid-Korea was het eerste land dat de spelen, met een tussenpoze van twee weken, in dezelfde accommodaties organiseerde. Van Buiten nam om studieredenen niet deel aan de Paralympische Zomerspelen 1988. In 1992 werd hij geselecteerd voor de Paralympische Zomerspelen 1992 om vierde man te zijn in de wisselestafette vlinderslag. Als 29-jarige senior werd hij ook geplaatst voor twee individuele nummers, de 100 meter schoolslag en de 100 meter vlinderslag. Voor de 100 meter schoolslag was hij vijfde geplaatst en vierde geëindigd in de finale. Ook bij de 100 meter vlinderslag zwom hij in de finale. Bij de estafette was de ploeg derde geplaatst en hebben twee zwemmers gewisseld voor de finale. De wisselploeg behaalde olympisch zilver.

### Medailles Paralympische Spelen
| Evenement                        | Resultaat | Onderdeel                         |
| -------------------------------- | --------- | --------------------------------- |
| Arnhem 1980                      | goud      | 100 meter vlinderslag             |
| Arnhem 1980                      | zilver    | 100 meter rugslag                 |
| Arnhem 1980                      | zilver    | 100 meter schoolslag              |
| Arnhem 1980                      | goud      | 4x50 meter individuele wisselslag |
| New York & Stoke Mandeville 1984 | goud      | 100 meter rugslag                 |
| New York & Stoke Mandeville 1984 | goud      | 100 meter vlinderslag             |
| New York & Stoke Mandeville 1984 | goud      | 200 meter individuele wisselslag  |
| New York & Stoke Mandeville 1984 | zilver    | 100 m schoolslag                  |
| New York & Stoke Mandeville 1984 | zilver    | 100 m vrije slag                  |
| Barcelona 1992                   | zilver    | 4x100 meter wisselslag            |

## Privé
Van Buiten is professioneel actief in de ict-wereld, is scheidsrechter bij de KNZB en is als vrijwilliger actief bij mindervalide- en reguliere zwemwedstrijden en bij openwaterwedstrijden. Verder geeft hij training aan zwemmers bij een zwemvereniging.